# Saarpfalz-Kreis
Saarpfalz (Saar-Palatinate) là một huyện (Kreis)in the south-east of the Saarland, Đức. Các huyện giáp ranh (từ phía tây theo chiều kim đồng hồ) là: Saarbrücken, Neunkirchen, Kusel, Südwestpfalz, Zweibrücken, và tỉnh của Pháp Moselle.

## Lịch sử
Sau hiệp ước Versailles, lưu vực Saar đã được đặt dưới sự quản lý của Hội quốc liên trong 15 năm. Thời Palatinate, sau đó thuộc Bavaria, được chia thành 2 phần. Khu vực chuyển qua Saar có tên thường gọi là Saarpfalz. Huyện Saarpfalz được lập năm 1974 khi huyện St. Ingbert và Homburg được sáp nhập với nhau.

## Thị xã và đô thị
| Thị xã                                                | Đô thị                                 |
| ----------------------------------------------------- | -------------------------------------- |
| 1. Bexbach 2. Blieskastel 3. Homburg 4. Sankt Ingbert | 1. Gersheim 2. Kirkel 3. Mandelbachtal |